# Daumenkino
Ein Daumenkino (englisch flip book) ist ein Abblätterbuch, das sich – wie das Kino – die stroboskopische Bewegung zunutze macht und dem Betrachter ermöglicht, eine Sequenz von Einzelbildern als fortlaufende Bildfolge zu betrachten. Durch das schnelle Abblättern einer Ansammlung zusammengehöriger Phasenbilder entsteht im Gehirn die Illusion einer vollständigen Bewegung. Die rezipierte Geschichte ist vom Betrachter im Hinblick auf die Geschwindigkeit interaktiv beeinflussbar. Das Daumenkino kann als Vorläufer der kinematographischen Projektion angesehen werden.

## Bezeichnungen
Im Deutschen waren früher die Bezeichnungen „Abblätterbuch“ und „Taschenkino“ gebräuchlich, inzwischen hat sich das Wort „Daumenkino“ mehrheitlich durchgesetzt. Die US-amerikanische Bezeichnung flip book (vom Verb to flip over oder to flip through „durchblättern“) ist auch in Frankreich gebräuchlich (ebenso folioscope oder kineograph). In Großbritannien heißt es dagegen flick book oder flicker book. Der eindeutige Bezug zum Kino lässt sich bereits in weiteren älteren angelsächsischen Bezeichnungen finden wie thumb cinema, flip movie, fingertip movie oder living picture book.

## Geschichte

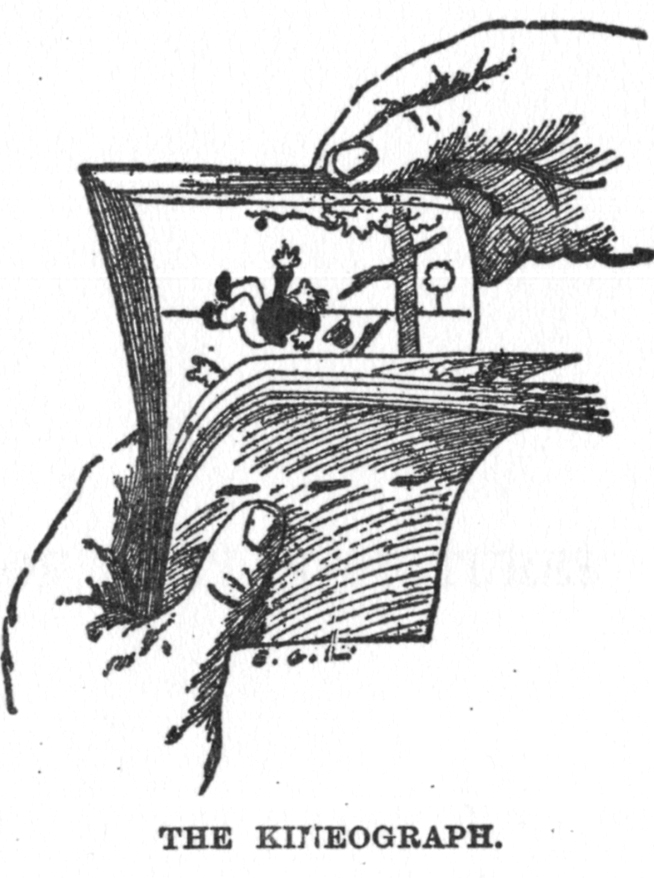
Der Kineograph (Illustration von John Barnes Linnet 1886)

Als ein früher Vorläufer des Daumenkinos wird die Miniaturenfolge der Handschrift Cod. Pal. germ. 67 aus der Werkstatt des Ludwig Henfflin angesehen (um 1470). Erste nach heutigem Empfinden daumenkinoartige Buchwerke finden sich dann um 1600. Doch schreiben einige erst dem Franzosen Pierre Hubert Desvignes die Idee des ersten Daumenkinos um 1860 zu, zumindest im Hinblick auf die Animation verschiedener Bildphasen. John Barnes Linnett, ein Drucker aus Birmingham, erhielt dann das erste Patent für ein „flip book“ unter dem Namen The Kineograph a new optical Illusion am 18. März 1868 (British Patent, Nr. 925). 1894 konnte auch der deutsche Filmpionier Max Skladanowsky seine ersten Probeaufnahmen zunächst nur als Daumenkino betrachten, da es für das in der von ihm selbst konstruierten Filmkamera „Kurbelkasten 1“ belichtete Filmmaterial noch keinen Projektor gab. Zweifellos waren die kleinen Daumenkinos wichtige Geburtshelfer des Films; sie leiteten den Übergang von der Fotografie zum Kino ein. Alle wichtigen Filmpioniere experimentierten mit ihnen, etwa Eadweard Muybridge, Étienne-Jules Marey, die Brüder Skladanowsky in Berlin, die Brüder Lumière in Lyon und Thomas Edison.
Ab 1897 vermarktete der englische Filmtechniker Henry William Short unter dem Namen Filoscope ein Daumenkino in einem Metallhalter, bei dem ein kurzer Hebel das Abblättern erleichtern sollte. Ähnliche Metallblätteretuis finden sich auch bei dem Daumenkinoproduzenten Léon Beaulieu. Auch der Filmkonzern Gaumont ließ 1909 eine Blätterhilfe patentieren.
Laut dem Nachrichtenmagazin Der Spiegel soll es lange vor der Erfindung des Papiers das erste handbetriebene Kino gegeben haben. Als Zeichenunterlage dienten den frühen Cartoonisten Tonschüsseln, die man mit dem Daumen in Drehung versetzen konnte. Trotzdem gelten die Tonschüsseln nicht als Daumenkino. Die Bildchen auf der Schüsselwand erweckten die optische Illusion eines fortlaufenden Films. Diese Tonschüsseln werden „Zoetrop“ genannt. Eng verwandt mit dem Daumenkino ist auch beispielsweise das sogenannte „Mutoskop“, wobei die einzelnen Phasenbilder auf einer drehbaren Achse angeordnet sind.
Einen frühen Vorläufer des Daumenkinos fanden iranische Archäologen in Schahr-e Suchte: Auf einer Schüssel aus der Bronzezeit sind mehrere Bilder einer Ziege gemalt. Sobald die Schüssel gedreht wird, wirkt es so, als ob das Tier springen und nach Blättern schnappen würde.

Beispiele
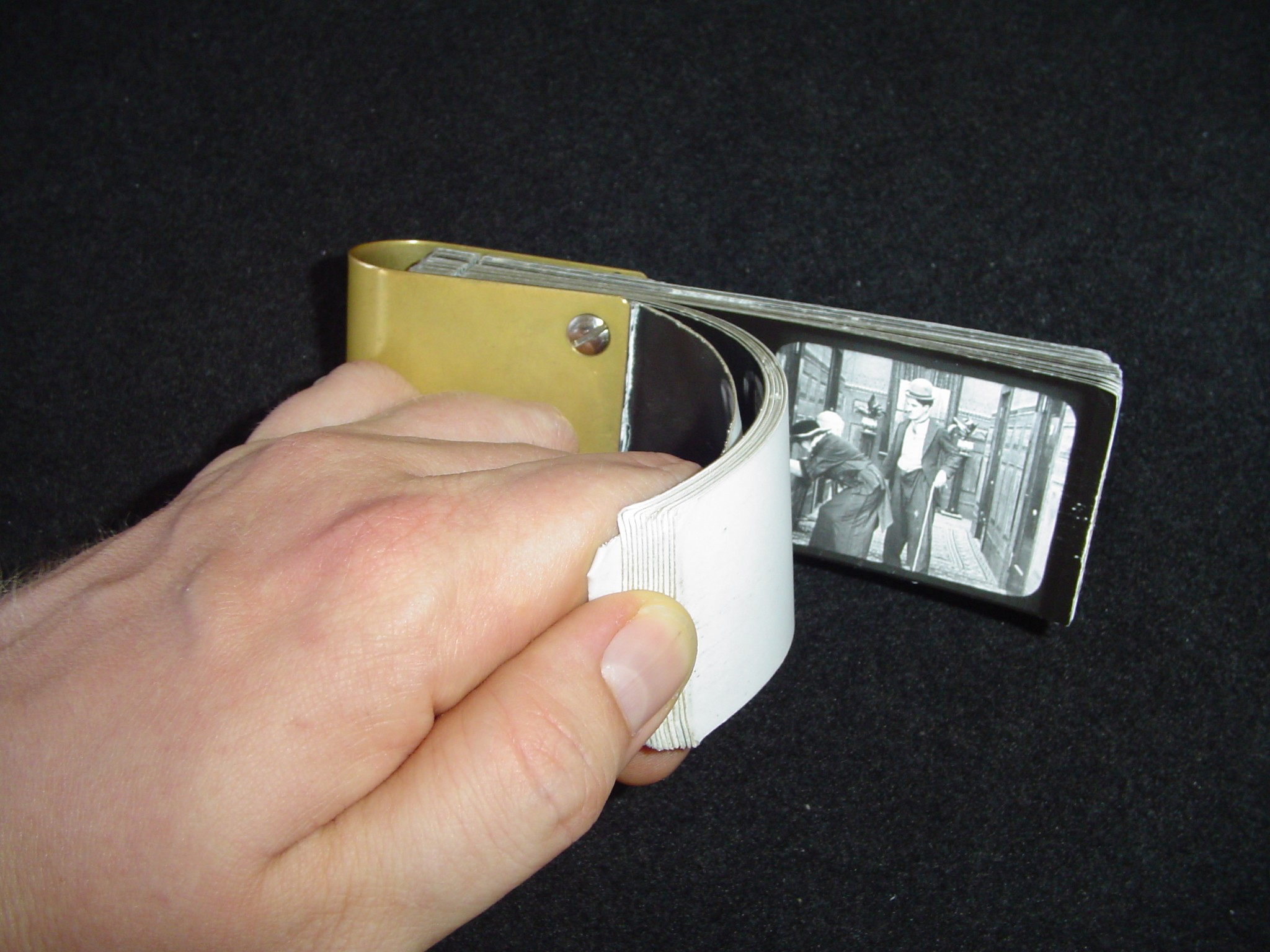
Daumenkino mit Charlie Chaplin
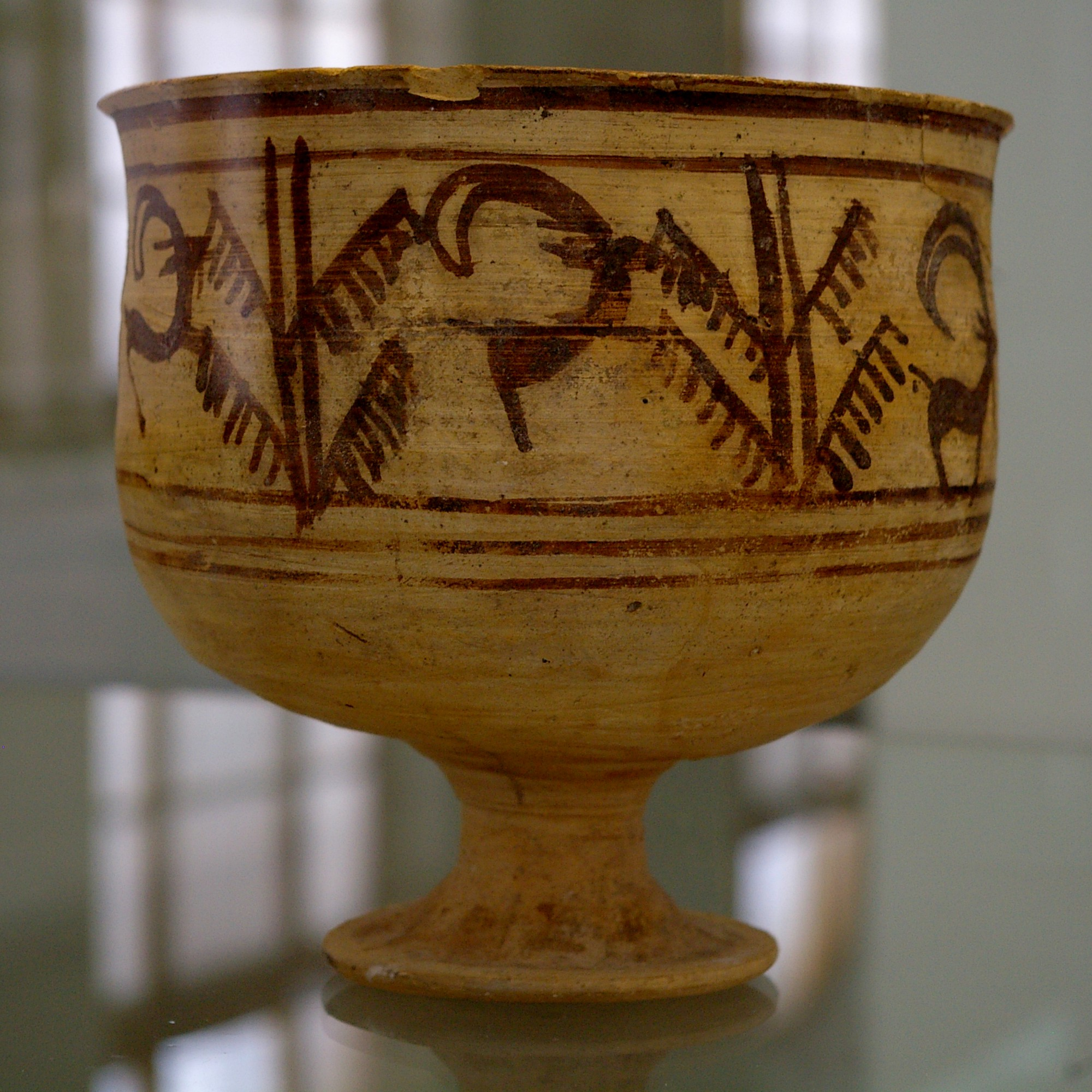
Schüssel aus Schahr-e Suchte
Umzeichnung der Bilderfolge

Im deutschsprachigen Raum erlangte das Daumenkino 1968 neue Popularität durch den mit drei Bundesfilmpreisen ausgezeichneten Kinofilm Zur Sache, Schätzchen. In der Kinokomödie brachte Schauspieler Werner Enke mit selbst gezeichneten Daumenkinos seine Filmpartnerin Uschi Glas zum Lachen. Die Daumenkinos erschienen über mehrere Minuten in Großaufnahme im über sechs Millionen Mal besuchten Film und erlangten dadurch größere Aufmerksamkeit in der Öffentlichkeit und der Presse.
Der Künstler Volker Gerling hat das Format der „Daumenkinographie“ entwickelt.

## Daumenkinofestivals
Die Akademie Schloss Solitude in Stuttgart richtete 2004 das erste internationale Daumenkinofestival aus. Die Künstlergruppe Böller und Brot kombinierte erstmals die Struktur eines Filmfestivals mit dem Printmedium Daumenkino. Seit 2005 gibt es unabhängig davon auch ein österreichisches Daumenkinofestival, das in Linz stattfindet. 2005 fand auch in der Kunsthalle Düsseldorf eine Daumenkino-Ausstellung statt, an der sich über hundert Künstler aus aller Welt beteiligten und viele historische Daumenkinos gezeigt wurden; hier gab es einen umfangreichen Katalog. Im März 2006 fand das erste Daumenkino-Festival in Hannover statt. 2007 und 2009 erfolgten große Daumenkinoausstellungen in Rennes und im Centre Georges-Pompidou in Paris. 2009 organisierte Famusfilm in Berlin einen Daumenkino-Contest. Ein jährlich wiederkehrender Daumenkinowettbewerb ist die Napa Flip Book Competition.

## Zeittafel
- ab 1600: Daumenkino – Abblätterbuch mit Einzelbildern
- ab 1671: Laterna magica – Zauberlaterne: frühes Gerät zur Bildprojektion
- ab 1825: Thaumatrop – Wunderscheibe mit zwei Fäden
- ab 1830: Phenakistiskop – Phantaskop, Wunderrad oder Lebensrad
- ab 1832: Stroboskop – Zauberscheiben: Blitzgerät
- ab 1834: Zoetrop – Wundertrommel mit Schlitzen
- ab 1861: Mutoskop – Stereoanimationsblätterer per Stroboskop
- ab 1877: Praxinoskop – Elektrischer Schnellseher mittels Spiegelanordnung
- ab 1879: Zoopraxiskop – Projektionsgerät für chronofotografisch erzeugte Reihenbilder
- ab 1880: Kaiserpanorama – populäres Massenmedium mit stereoskopischen Bilderserien
- ab 1886: Elektrotachyscop – Projektionsgerät für Reihenbilder
- ab 1891: Kinetoskop – erster Filmbetrachter